# Cosmopolitodus hastalis
A Cosmopolitodus hastalis vagy Carcharodon hastalis a porcos halak (Chondrichthyes) osztályának heringcápa-alakúak (Lamniformes) rendjébe, ezen belül a heringcápafélék (Lamnidae) családjába tartozó fosszilis faj.

## További információk

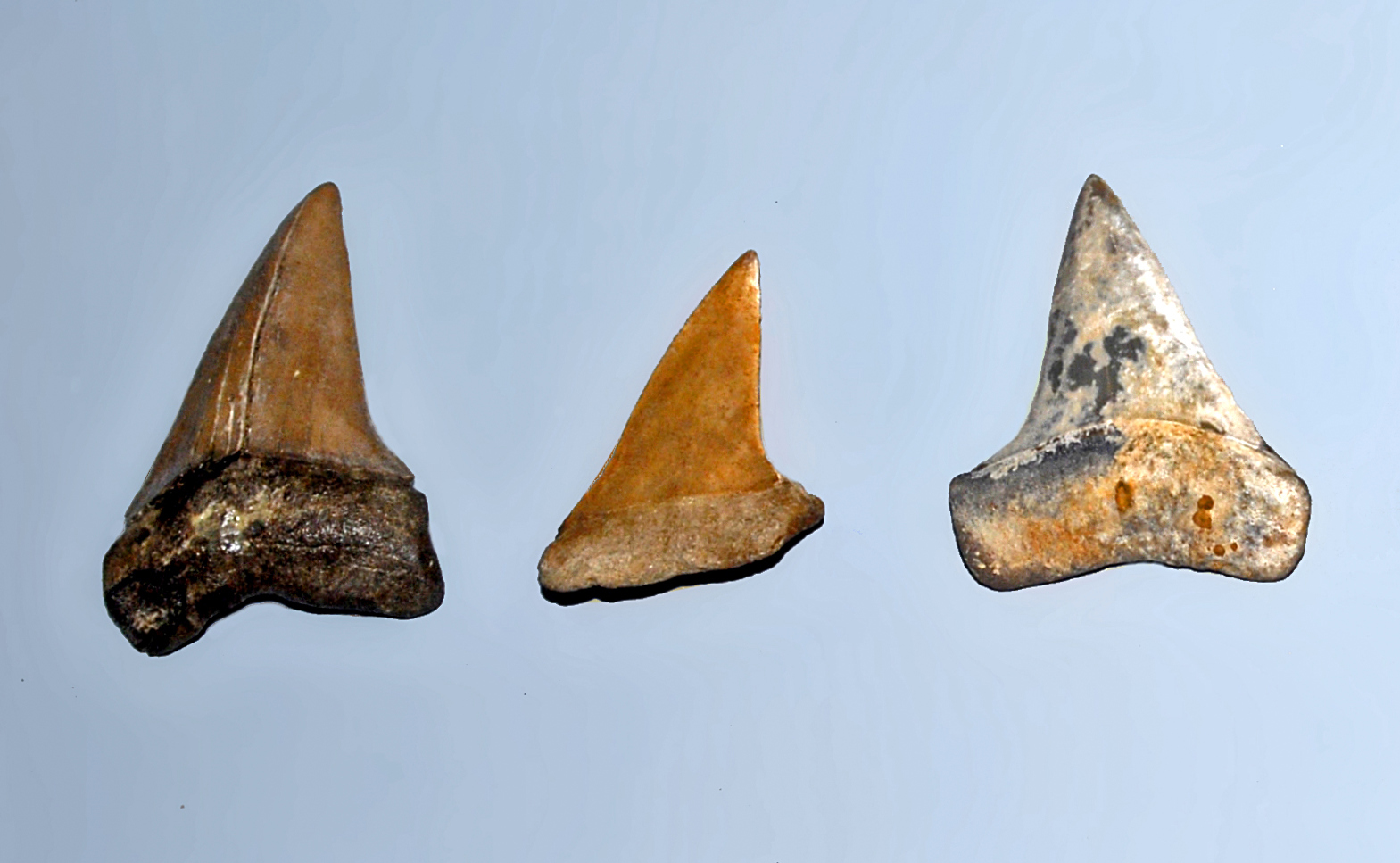
További fogak

## Tudnivalók
Ezt a cápát hamarább két külön fajként Oxyrhina xiphodon-ként és Oxyrhina hastalis-ként írták le. 1964-ben, miután Glikman átvizsgálta a fogakat összevonta a két külön fajnak vélt állatot és átnevezte Cosmopolitodus-nak, melyet a Carcharodontidae családba helyezett be. Később ezt újból átnevezték és áthelyezték, de most az Isurus cápanembe. 1995-ben, Mikael Siverson is tanulmányozni kezdte a kövületeket, és szerinte ez az őscápa nem is a mai makócápák közeli rokona, hanem inkább a fehér cápa (Carcharodon carcharias) egyik őse, és a Cosmopolitodus-t visszaállította; a két cápa közti átmenetet legvalószínűbb a Carcharodon hubbelli képezheti. 2001-ben, Purdy és társai, valamint 2012-ben, Ehret és társai is megerősítették ezt a feltételezést. Ha mindez igaz, akkor jelenleg a Cosmopolitodus hastalis a Cosmopolitodus egyetlen faja.
A Cosmopolitodus hastalis egy fosszilis faj, mely a miocén és a késő pliocén korok között élt. A kövületek szerint kozmopolita cápafaj volt. Fogainak hossza elérték a 7,5 centimétert.

## Fordítás
- Ez a szócikk részben vagy egészben  a   Cosmopolitodus hastalis című angol Wikipédia-szócikk ezen változatának fordításán alapul.  Az eredeti cikk szerkesztőit annak laptörténete sorolja fel. Ez a jelzés csupán a megfogalmazás eredetét és a szerzői jogokat jelzi, nem szolgál a cikkben szereplő információk forrásmegjelöléseként.